# 2017 год в спорте
Список 2017 год в спорте описывает спортивные события 2017 года.

## Бадминтон
- 25—30 апреля — чемпионат Европы по бадминтону (Коллинг, Дания)[1]
- 25—30 апреля — чемпионат Азии по бадминтону (Ухань, Китай)[2].
- 21—27 августа — чемпионат мира по бадминтону (Глазго, Великобритания)[3].

## Баскетбол
- 16—25 июня — чемпионат Европы по баскетболу среди женщин (Чехия)[4].
- 31 августа — 17 сентября — чемпионат Европы по баскетболу среди мужчин (Финляндия, Израиль, Румыния, Турция)[5].

## Биатлон
- 9—19 февраля — чемпионат мира по биатлону (Хохфильцен, Австрия)[6]. Немка Лаура Дальмайер первой в истории биатлона выиграла пять золотых медалей на одном чемпионате мира[7].

## Бокс
- 16—24 июня — чемпионат Европы по боксу (Харьков, Украина)[8].
- 25 августа — 3 сентября — чемпионат мира по боксу (Гамбург, Германия)[9].
- 26 августа — боксёрский PPV поединок в полусреднем весе между Флойдом Мейвезером и Конором Макгрегором. Победу одержал Флойд Мейвезер, непобеждённый американский боксёр-профессионал (50 побед в 50 боях), самый высокооплачиваемый боксёр в истории профессионального бокса[10].

## Борьба
- 2—7 мая — чемпионат Европы по борьбе (Нови-Сад, Сербия)[11]. В общекомандном медальном зачёте победила сборная России по спортивной борьбе[12].
- 21—27 августа — чемпионат мира по борьбе (Париж, Франция)[13].

## Велоспорт
- 5—28 мая — юбилейная сотая велогонка Джиро д’Италия (Италия)[14].
- 1—23 июля — гонка Тур де Франс. Победителем в третий раз стал британец Кристофер Фрум[15].

## Волейбол
- 22 сентября — 1 октября — чемпионат Европы среди женщин (Грузия и Азербайджан)[16].
- 24 августа — 3 сентября — чемпионат Европы среди мужчин (Польша)[17].

## Гандбол
- 11—29 января — чемпионат мира по гандболу среди мужчин (Франция)[18].

## Конькобежный спорт
- 6—8 января — чемпионат Европы по конькобежному спорту (Херенвен, Нидерланды)[19]. Чемпионами в многоборье стали голландцы Свен Крамер (9 титул) и Ирен Вюст (5 титул). На проводившимся первый раз в истории чемпионате Европы по спринтерскому многоборью победили голландец Кай Вербей и чешка Каролина Эрбанова.
- 9—12 февраля — чемпионат мира по конькобежному спорту на отдельных дистанциях (Каннын, Южная Корея)[20].
- 25—26 февраля — чемпионат мира по конькобежному спорту в спринтерском многоборье (Калгари, Канада)[21]. Победили голландец Кай Вербей и японка Нао Кодайра.
- 4—5 марта — чемпионат мира по конькобежному спорту в классическом многоборье (Хамар, Норвегия)[22]. Чемпионами стали голландцы Свен Крамер (9 титул) и Ирен Вюст (6 титул).
- 11—12 марта — финал Кубка мира (Ставангер, Норвегия)[23].

## Лёгкая атлетика
- 25 января — МОК лишил сборную Ямайки, в том числе и Усэйна Болта, золотых медалей Олимпиады в Пекине за победу в мужской эстафете 4×100 метров после того как выяснилось, что повторный анализ проб Неста Картера выявил следы запрещённого препарата метилгексанамина[24][25].
- 3—5 марта — чемпионат Европы по лёгкой атлетике в помещении (Белград, Сербия)[26].
- 26 марта — чемпионат мира по бегу по пересечённой местности (Кампала, Уганда)[27].
- 22—23 апреля — чемпионат мира по легкоатлетическим эстафетам (Нассау, Багамы)[28].
- 23 апреля — лондонский марафон выиграла среди женщин кенийка Мэри Кейтани установив рекорд мира для женских забегов, среди мужчин победу одержал Даниэль Ванджиру[29].
- 4—13 августа — чемпионат мира по лёгкой атлетике (Лондон, Великобритания)[30].

## Настольный теннис
- Чемпионат мира по настольному теннису 2017
- Чемпионат Европы по настольному теннису 2017

## Пятиборье
- 18—24 июля — чемпионат Европы по современному пятиборью (Минск, Белоруссия)[31].
- 21—28 августа — чемпионат мира по современному пятиборью (Каир, Египет)[32].

## Самбо
- 18—22 мая — чемпионат Европы по самбо (Минск, Белоруссия)[33].

## Спортивная гимнастика
- 19—23 апреля — чемпионат Европы по спортивной гимнастике (Клуж-Напока, Румыния)[34].
- 2—8 октября — чемпионат мира по спортивной гимнастике (Монреаль, Канада[35].

## Стрельба из лука
- 15—22 октября — чемпионат мира по стрельбе из лука (Мехико, Мексика).[источник не указан 3126 дней]

## Теннис
- 28 мая — 11 июня — турнир Ролан Гаррос (Париж, Франция)[36]. Победу одержали испанец Рафаэль Надаль среди мужчин и латвийская теннисистка Елена Остапенко среди женщин[37].
- 3—16 июля — Уимблдонский турнир 2017 (Лондон, Великобритания)[38]. Победителями стали швейцарец Роджер Федерер среди мужчин и испанка Гарбинье Мугуруса среди женщин[39].
- 28 августа—10 сентября — Открытый чемпионат США по теннису 2017 (Нью-Йорк, США). Победителями стали испанец Рафаэль Надаль среди мужчин и американка Слоан Стивенс среди женщин[40].

## Тяжёлая атлетика
- 28 ноября—5 декабря — чемпионат мира по тяжёлой атлетике (Анахайм, США)[41].

## Фехтование
- 12—17 июня — чемпионат Европы по фехтованию (Тбилиси, Грузия)[42].
- 19—26 июля — чемпионат мира по фехтованию (Лейпциг, Германия)[43].

## Фигурное катание
- 23—29 января — чемпионат Европы по фигурному катанию (Острава, Чехия)[44].
- 29 марта — 2 апреля — чемпионат мира по фигурному катанию (Хельсинки, Финляндия)[45].

## Футбол
- 14 января — 5 февраля — кубок африканских наций (Габон)[46].
- 5 февраля — в финальной игре Национальной футбольной лиги клуб «Нью-Ингленд Пэтриотс» победил «Атланта Фэлконс»[47].
- 2 мая — «Локомотив» обыграл «Урал» в финале кубка России и стал 7-ми кратным обладателем трофея[48].
- 17 июня—2 июля — кубок конфедераций (Россия)[49]. Победу одержала сборная Германии[50].
- 16 июля — 6 августа — чемпионат Европы по футболу среди женщин (Нидерланды)[51].

## Хоккей с шайбой
- 5—21 мая — чемпионат мира по хоккею с шайбой (Париж, Франция / Кёльн, Германия)[52]. Чемпионом стала Сборная Швеции. Сборная России стала бронзовым призёром[53].

## Хоккей с мячом
- 24 января—5 февраля — чемпионат мира по хоккею с мячом (Сандвикен, Швеция)[54]. Сборная Швеции победила сборную России со счётом 4:3[55].

## Художественная гимнастика
- 19—21 мая — чемпионат Европы по художественной гимнастике (Будапешт, Венгрия)[56].
- 30 августа — 3 сентября — чемпионат мира по художественной гимнастике (Пезаро, Италия)[57].

## Шахматы
- 11 февраля — 4 марта — чемпионат мира по шахматам среди женщин. Победу одержала китаянка Тань Чжунъи, в финале она на тай-брейке победила украинку Анну Музычук[58].
- 16—27 июня — командный чемпионат мира (Ханты-Мансийск, Россия)[59]. Победу одержала сборная России[60].

## Шашки
- 20—22 января — чемпионат мира по турецким шашкам среди мужчин. Nezar Nassih из Ирака прервал многолетнее чемпионство Фаика Йылдыза (Турция)[61][62].
- 26 февраля— чемпионаты Европы по блицу (международные шашки) среди мужчин и женщин. Победу одержали россияне Александр Шварцман и Наталья Шестакова[63].
- 16—27 апреля — чемпионаты Азии по международным шашкам среди мужчин и женщин, по русским шашкам среди мужчин и женщин, турецким шашкам среди мужчин (Ташкент, Узбекистан). Чемпионом Азии у мужчин стал представитель Китая Ли Чжэнью (международные шашки), у женщин победила Чжао Ханьцин. В русских шашках также победили китайцы Лю Цзинсинь у мужчин и Лю Пэй у женщин.[64].
- 7—9 мая — чемпионаты мира по международным шашкам в форматах блиц и рапид. В блице у мужчин победил Жан Марк Нджофанг, у женщин Матрёна Ноговицына. В быстрых шашках победили Артём Иванов у мужчин и у женщин Тамара Тансыккужина[65].
- 12—14 мая — 1-й чемпионат Европы по чекерсу[66]. Победу одержал чемпион мира итальянец Микеле Боргетти[67].
- 9—23 сентября — матч за звание чемпиона мира по чекерсу по версии 3-move между действующим чемпионом Микеле Боргетти и претендентом Серджо Скарпетта[68].
- 10 сентября — чемпионаты Европы по международным шашкам (рапид) среди мужчин и женщин (Карпач, Польша)[69]. Победу одержали голландец Рул Бомстра и россиянка Аяника Кычкина.
- 1—16 октября — чемпионат мира по международным шашкам среди мужчин и женщин (Таллин, Эстония)[70].
- 19—29 октября — чемпионат мира по русским шашкам среди мужчин и женщин (Санкт-Петербург, Россия)[71].

## Шорт-трек
- 13—15 января — чемпионат Европы по шорт-треку (Турин, Италия). Чемпионами в многоборье стали россиянин Семён Елистратов (2 титул) и итальянка Арианна Фонтана (6 титул)[72].
- 10—12 марта — чемпионат мира по шорт-треку (Роттердам, Нидерланды)[73].

## Другие спортивные события
- 29 января — 8 февраля — зимняя Универсиада (Алматы, Казахстан)[74].
- 19—26 февраля — VIII Зимние Азиатские игры (Саппоро, Япония)[75].
- 22—28 февраля — III зимние Всемирные военные игры (Сочи, Россия)[76].
- 22 февраля — 5 марта — чемпионат мира по лыжным видам спорта (Лахти, Финляндия)[77].
- 27 апреля—7 мая — чемпионат мира по пляжному футболу (Багамы)[78].
- 2 мая — в английском Шеффилде завершился чемпионат мира по снукеру, в финале англичанин Марк Селби победил шотландца Джон Хиггинса[79].
- 12—22 мая — Исламские игры солидарности (Баку, Азербайджан)[80].
- 4—18 июля — Маккабиада (Иерусалим, Израиль)[81].
- 14—30 июля — чемпионат мира по водным видам спорта (Будапешт, Венгрия)[82].
- 20—30 июля — Всемирные игры (Вроцлав, Польша)[83].
- 28 июля — 6 августа — чемпионат мира по пляжному волейболу (Вена, Австрия)[84].
- 19—30 августа — летняя Универсиада (Тайбэй, Тайвань)[85].
- 28 августа — 3 сентября — чемпионат мира по дзюдо (Будапешт, (Венгрия)[86].
- 17—27 сентября — V Азиатские игры в помещениях (Ашхабад, Туркменистан)[87].

## Скончались
- 2 января — Виктор Григорьевич Царёв, советский и российский футболист и тренер, чемпион Европы (1960).
- 19 января — Рафаэль Кадыров, российский хоккейный арбитр.
- 8 февраля — Виктор Чанов, советский и украинский футболист.
- 10 февраля
  - Пит Кейзер, нидерландский футболист.
  - Юрий Поярков, советский волейболист, двукратный олимпийский чемпион (1964, 1968).
- 11 февраля — Василий Кудинов, советский и российский гандболист, двукратный Олимпийский чемпион (1992, 2000).
- 16 февраля — Николь Басс, американская спортсменка (бодибилдинг, реслинг).
- 17 февраля — Анатолий Мачульский, российский шахматист, гроссмейстер.
- 27 февраля — Алекс Янг, шотландский футболист.
- 28 февраля — Владимир Петров, советский хоккеист, двукратный олимпийский чемпион, девятикратный чемпион мира.
- 2 марта — Томми Геммелл, шотландский футболист, тренер.
- 3 марта — Раймон Копа, французский футболист.
- 14 марта — Елена Аркадьевна Наймушина, советская гимнастка, олимпийская чемпионка (1980), заслуженный мастер спорта СССР.
- 18 марта — Сергей Наильевич Гимаев, советский хоккеист, заслуженный тренер России, спортивный комментатор, СССР (1978—1985), обладатель Кубка СССР (1977, 1979), многократный обладатель Кубка Европейских чемпионов.
- 26 марта — Владимир Александрович Казачёнок, советский футболист.
- 27 марта — Эдуард Николаевич Мудрик, советский футболист, серебряный призёр чемпионата Европы (1964).
- 29 марта — Валерий Николаевич Глушаков, советский и российский футболист.
- 4 апреля — Карл Штоц, австрийский футболист и тренер.
- 15 апреля — Амилькар Энрикес, панамский футболист.
- 16 апреля — Спартако Ландини, итальянский футболист.
- 18 апреля — Густав Бубник — чехословацкий хоккеист, серебряный призёр зимних Олимпийских игр в Санкт-Морице (1948).
- 22 апреля — Микеле Скарпони, итальянский профессиональный шоссейный велогонщик.
- 23 апреля — Имре Фёльди, венгерский тяжелоатлет, олимпийский чемпион 1972 года.
- 6 мая — Стивен Холкомб, американский бобслеист, олимпийский чемпион 2010 года, многократный чемпион мира.
- 11 мая — Александр Бодунов, советский хоккеист, двукратный чемпион мира по хоккею в составе сборной СССР (1973, 1974).
- 18 мая — Владимир Дударенко, советский футболист и тренер.
- 21 мая — Ларс-Эрик Шёльд, шведский борец греко-римского стиля, бронзовый призёр Олимпийских игр 1980.
- 22 мая
  - Владимир Иванович Перетурин, советский и российский спортивный комментатор.
  - Виктор Давыдович Купрейчик, советский и белорусский шахматист, гроссмейстер.
  - Ники Хэйден, американский мотогонщик, чемпион мира в классе MotoGP по шоссейно-кольцевым мотогонкам (2006).
- 8 июня — Сергей Кутивадзе, советский футболист и тренер.
- 17 июня — Лелиу Маркос, бразильский шашист, президент Бразильской федерации шашек.
- 20 июня — Сергей Мыльников, советский и российский хоккеист, вратарь, олимпийский чемпион 1988.
- 21 июня — Штеффи Мартин, немецкая саночница, двукратная олимпийская чемпионка (1984, 1988).
- 1 июля — Аян Садаков, болгарский футболист и тренер.
- 2 июля — Владимир Маланюк, советский и украинский шахматист, гроссмейстер (1987).
- 23 июля — Геннадий Моисеев, советский спортсмен-мотогонщик, трёхкратный чемпион мира по мотокроссу (1974, 1977, 1978).
- 23 июля — Валдир Перес, бразильский футболист, вратарь и тренер.
- 27 июля — Валерий Маслов, советский хоккеист (с мячом), футболист и тренер.
- 3 августа — Дики Хемрик, американский баскетболист, чемпион НБА (1957).
- 6 августа — Бетти Катберт, австралийская легкоатлетка, четырёхкратная олимпийская чемпионка (1956, 1964).
- 28 августа — Дэвид Торренс, перуанско-американский легкоатлет.
- 25 ноября — Владимир Шкурихин, советский волейболист, чемпион мира (1982).